# Léon Sée
Léon Sée (Lille, 23 settembre 1877 – Parigi, 21 marzo 1960) è stato uno schermidore e procuratore sportivo francese, vincitore di due medaglie di bronzo nella scherma ai giochi olimpici.

## Biografia
Ha vinto la medaglia di bronzo sia nella spada individuale che nella spada maestri ai Giochi della II Olimpiade disputatisi a Parigi nel 1900.
Lasciata la scherma divenne manager di pugilato. Tra il 1926 e il 1932 fu procuratore del futuro Campione del mondo dei pesi massimi Primo Carnera.